# Светослав (Хасковская область)
Светослав (болг. Светослав) — село в Болгарии. Находится в Хасковской области, входит в общину Стамболово. Население составляет 114 человек.

## Политическая ситуация
В местном кметстве Светослав, в состав которого входит Светослав, должность кмета (старосты) исполняет Ахмед Мустафа Заид (Движение за права и свободы (ДПС)) по результатам выборов правления кметства.
Кмет (мэр) общины Стамболово — Гюнер Фариз Сербест (Движение за права и свободы (ДПС)) по результатам выборов в правление общины.